# Nick Raynsford
Wyvill Richard Nicolls Raynsford (né le 28 janvier 1945), connu sous le nom de Nick Raynsford, est un homme politique du parti travailliste britannique. Ministre du gouvernement de 1997 à 2005, il est député de Greenwich et Woolwich de 1997 à 2015, après avoir été député de Greenwich de 1992 à 1997 et de Fulham de 1986 à 1987.

## Jeunesse

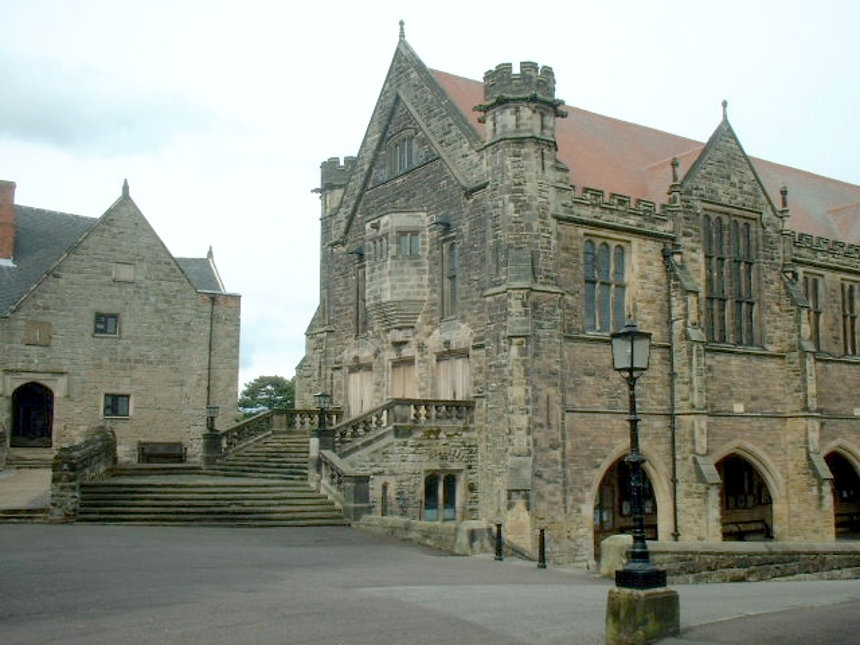
École Repton

Fils de Wyvill Raynsford et Patricia Dunn, il grandit au Milton Manor à Milton Malsor, dans le Northamptonshire. Il fait ses études à l'école Repton (une école privée) et Sidney Sussex College, Cambridge, où il obtient un BA en histoire en 1966. Il est également titulaire d'un diplôme en art et design de la Chelsea School of Art .
À l'université Raynsford a été rustiquée pendant un an pour l'escalade nocturne au cours de laquelle, il a déployé une bannière contre la Guerre du Viêt Nam entre les sommets de la chapelle du King's College .

## Début de carrière
Raynsford est conseiller du Borough londonien de Hammersmith et Fulham de 1971 à 1975. Avant d'être élu au Parlement, il est directeur du Shelter Housing Aid Centre. Il dit que l'une des principales raisons pour lesquelles il a choisi de solliciter un poste parlementaire est son implication dans la campagne pour une meilleure prise en charge des sans-abri, obtenue grâce à la loi de 1977 sur les sans-abri. La loi de 1977 a étendu la responsabilité du conseil local «à fournir un logement aux sans-abri dans leur région»  et a institué le droit des familles sans-abri à une location permanente .

## Député
Raynsford est élu pour la première fois membre du Parlement pour le Parti travailliste lors d'une élection partielle dans la circonscription de Fulham en 1986, mais aux élections générales de 1987 il perd face au candidat conservateur Matthew Carrington.
Il est ensuite devenu député de Greenwich aux élections générales de 1992, et aux élections générales de 1997, il remporte le nouveau siège de Greenwich et Woolwich. Il conserve son siège aux élections générales de 2001, 2005 et 2010, avec des majorités de 13 433, 10 146, et 10 153 voix respectivement.
Dans l'opposition, Raynsford est ministre fantôme du logement et de la construction à partir de 1994, et porte-parole pour Londres à partir de 1993. De 1992 à 1993, il est membre du Comité spécial de l'environnement.
Raynsford entre au gouvernement en 1997 comme ministre de la construction, du logement, de la planification et des régions. Pendant ce temps, il est responsable de la mise en œuvre de la norme sur les maisons décentes. En 1997, il y avait 2,1 millions de maisons appartenant aux autorités locales et aux associations de logement qui ne répondaient pas à la norme relative aux logements décents. À la fin de 2010, 92% des logements sociaux répondaient à la norme.
En tant que ministre de la Construction, Raynsford est reconnu pour avoir introduit des règlements de construction qui ont considérablement amélioré les normes, notamment en rendant obligatoire l'accès des personnes handicapées dans les nouvelles constructions, en augmentant les normes d'efficacité énergétique et la sécurité incendie . Son poste comprend également la responsabilité du service d'incendie et la création du London Resilience Forum pour superviser la préparation de Londres à faire face aux urgences. En tant que ministre du gouvernement local, il présente la loi de 2000 sur le gouvernement local au Parlement, qui abrogé l'article 28 controversé.
En tant que ministre de Londres de 2001 à 2003, Raynsford est responsable de la restauration du gouvernement démocratique de la ville de Londres, de la création de l'Autorité du Grand Londres et de son installation à l'hôtel de ville de Londres. Après les élections générales de 2005, il est retourné à l'arrière-ban.
En juin 2009, Raynsford a publiquement appelé Gordon Brown à démissionner de son poste de Premier ministre, déclarant à l'époque: «J'ai personnellement un respect considérable pour Gordon Brown, mais son leadership est maintenant si gravement endommagé que je ne vois pas la probabilité qu'il dirige le Parti travailliste. avec succès aux prochaines élections générales. Il est maintenant approprié que le parti cherche un nouveau chef " .
Dans l'opposition de nouveau au Parlement de 2010-15, Raynsford est un critique constant de la taxe sur les chambres à coucher et, en juillet 2014, parraine le projet de loi sur les maisons abordables, qui vise à limiter l'impact de la taxe sur les chambres à coucher sur les locataires du secteur social. Il a également coprésidé une enquête parlementaire sur le chômage des jeunes qui a encouragé la promotion de l'apprentissage dans le secteur de la construction.
En 2013, Raynsford annonce son intention de se retirer aux prochaines élections générales, en raison de son âge.

## Fin de carrière
Le 28 mars 2010, le Sunday Times rapporte que Raynsford gagnait 9 000 £ par mois grâce à des emplois dans des industries liées à sa carrière ministérielle . Ils se concentrent autour de trois domaines d'activité - le logement, la construction et l'administration locale - avec lesquels Raynsford a été impliqué tout au long de sa vie professionnelle.
Raynsford reste impliqué dans la construction au Royaume-Uni. Il est président de CICAIR Ltd, une filiale à 100% du Conseil de l'industrie de la construction (CIC - dont il est membre du conseil d'administration et a présidé en 2006-2008)  qui tient et gère le registre des inspecteurs agréés par le Conseil de l'industrie de la construction réglementant les Inspecteurs qualifiés pour entreprendre des travaux de contrôle des bâtiments . Depuis janvier 2019, Raynsford est vice-président de Crossrail Limited .

## Vie privée
Il épouse Anne Jelley en 1968 et ils ont trois filles. Ils ont divorcé en 2011, et il est maintenant le mari d'Alison Seabeck, l'ancienne députée travailliste de Plymouth Moor View .